# 丰台体育中心体育场
丰台体育中心体育场是北京丰台体育中心的体育场，曾经作为中国足球超级联赛球队北京国安和北京人和的主场。该体育场可以容纳观众31,043人。
丰台体育中心曾经承办了1990年第十一届亚洲运动会的足球比赛，以及中华人民共和国第七届全运会的足球比赛。

## 丰体雨夜
2007年中国足球超级联赛倒数第三轮北京国安与长春亚泰的比赛在此进行。赛前，国安的争冠形势优于亚泰，国安一旦能在丰体拿下亚泰，基本可以确保冠军。但在10月4日丰体的雨夜中，国安在终场前被亚泰前锋埃尔维斯·斯科特打入制胜球，0-1告负，丧失了争夺冠军的主动权。“丰体雨夜”也成为北京国安球迷心中的痛。
10年后的2017年10月8日，北京人和俱乐部同样在丰体的雨夜中击败新疆体彩，提前升入中超联赛。